# Andrzej Stanisław Sapieha
Andrzej Stanisław Sapieha herbu Lis (ur. w 1592 roku, zm. 25 marca 1646 roku) – marszałek Trybunału Głównego Wielkiego Księstwa Litewskiego w 1644 roku, kasztelan wileński w latach 1644-1646, kasztelan trocki w 1641 roku, wójt grodzieński, starosta ryski w 1620 roku, starosta uświacki, kokenhauski, marienhauski, wołkowyski, czarneński w latach 1627–1646.
Był najstarszym synem Jana Piotra, bratem Jana i Pawła Jana. 
W latach 1612–1615 był dworzaninem Władysława IV. Po raz pierwszy posłował na sejm zwyczajny warszawski 1618, reprezentując powiat grodzieński. 23 września 1620 za zgodą Zygmunta III otrzymał starostwo ryskie. Był posłem na sejm 1620 r.; wybrano go wtedy na deputata do rady wojennej przy królu. Brał udział w bitwie pod Chocimiem. W 1622 przebywał w Inflantach walcząc ze Szwedami. Jako poseł reprezentował Inflanty na sejmie 1623 na którym został komisarzem do traktatów ze Szwecją. Był deputatem z Grodna do Trybunału Litewskiego w 1624. W 1626 został przeniesiony ze swoją chorągwią do Prus Królewskich. Brał udział w wojnie ze Szwecją do roku 1628. W charakterze przybocznego Władysława IV uczestniczył w wyprawie Smoleńskiej 1633. Poseł na sejm 1638 roku. Skłócony z rodziną miał problem z uzyskaniem jakiegokolwiek urzędu. 30 stycznia 1641 otrzymał wreszcie urząd senatorski – kasztelanię trocką. Na sejmie w tym samym roku wyznaczony został na komisarza do Królewca w sprawie ceł morskich, był na sejmie 1643, w marcu 1644 mianowany został kasztelanem wileńskim, sprawował funkcję marszałka Trybunału Litewskiego. W końcu września 1644 król nadał mu starostwo sądowe wołkowyskie (przywilej z datą 11 marca 1645). 
Był osobą bardzo konfliktową, a jego zachłanność prowadziła do nieustannych zatargów z rodziną.
Otrzymawszy opiekę nad rodzeństwem w krótkim czasie zastawił lub sprzedał majątki rodzinne. W pewnym stopniu było to wynikiem ogromnych długów pozostawionych przez ojca, ale też gospodarka Sapiehy była wyjątkowo rozrzutna. Dzięki interwencji Lwa Sapiehy udało się ocalić majątek rodzinny. Senior rodu wykupował zastawione dobra i spłacał jego należności finansowe. Dzięki temu Andrzej Stanisław przy końcu życia oczyścił majętności z długów i częściowo rozliczył się z rodzeństwem, z którym jednak ciągle się procesował i przegrywał proces za procesem (w r. 1636 brat Paweł uzyskał na nim banicję). Córka Andrzeja Stanisława Izabela Katarzyna została żoną Michała Karola Radziwiłła. Pochowano go w Kościele Bernardynów w Grodnie